# Matthias Badenhop
Matthias Badenhop (* 15. Februar 1979 in Kiel) ist ein deutscher politischer Beamter (FDP). Von Juni 2017 bis Juni 2022 war er Staatssekretär im Ministerium für Soziales, Gesundheit, Jugend, Familie und Senioren des Landes Schleswig-Holstein.

## Leben
Nach seinem Abitur an der Kieler Gelehrtenschule (1998) und dem folgenden Wehrdienst (1998–1999) nahm Badenhop ein Studium der Volkswirtschaftslehre mit den Schwerpunkten Außenwirtschaft und Wachstumstheorie auf. Dieses absolvierte er zwischen 1999 und 2005 an der Christian-Albrechts-Universität zu Kiel. In der Folge war er bis 2009 Doktorand am dortigen Institut für Politische Wissenschaften und promovierte zum Thema „Globale Ölmärkte und die Außenpolitik der Vereinigten Staaten von Amerika“.
Nach dem Abschluss seiner Dissertation 2009 war er zunächst als Referent für Arbeit, Soziales, Gesundheit, Landwirtschaft, Umwelt und erneuerbare Energien der FDP-Fraktion im Hessischen Landtag tätig und wechselte anschließend in das Ministerium für Arbeit, Soziales und Gesundheit des Landes Schleswig-Holstein. Dort wirkte er bis 2013 als Leiter der Leiter des Stabsbereiches, der Stabsstelle Strategische Sozialplanung und Leiter des Integrationsamtes unter Ministerpräsident Peter Harry Carstensen. Von 2014 bis 2017 war er Fachbereichsleiter Soziales, Jugend, Bildung und Sport des Kreises Ostholstein.
Am 28. Juni 2017 wurde Matthias Badenhop im Zuge der Bildung des Kabinetts Günther I zum Staatssekretär im von Minister Heiner Garg geführten Ministerium für Soziales, Gesundheit, Jugend, Familie und Senioren des Landes Schleswig-Holstein berufen. In dieser Funktion war er auch stellvertretendes Mitglied der deutsch-französischen Freundschaftsgruppe des Bundesrates. Im Zuge der Bildung des Kabinetts Günther II schied er am 29. Juni 2022 aus dem Amt.
Am 21. September 2023 wurde er durch den Ministerpräsidenten Daniel Günther zum Mitglied des Landesrechnungshofs Schleswig-Holstein ernannt und leitet dort die Prüfungsabteilung 2.

## Schriften
- Globaler Ölmarkt und die Außenpolitik der Vereinigten Staaten von Amerika: Implikationen und Interdependenzen (Dissertation), Kiel, 2009, ISBN 978-3-631-59048-5.